# Доронкино (Тверская область)
Доро́нкино — деревня в Кувшиновском районе Тверской области России. Относится к Большекузнечковскому сельскому поселению.
Находится к северо-востоку от Кувшиново, в 1,5 км к югу от деревни Ново.
С 1990-х годов постоянного населения в деревне нет.

## История
Во второй половине XIX — начале XX века деревня Доронкино входила в Бараньегорскую волость Новоторжского уезда Тверской губернии. В 1884 году — 23 двор, 112 жителей.
В 1940 году Доронкино в составе Новского сельсовета Каменского района Калининской области.
Во время Великой Отечественной войны погибли 7 уроженцев деревни.